# نصرآباد سیدحاتم
روستای سیدحاتم، روستایی از توابع بخش مرکزی شهرستان قصر شیرین در استان کرمانشاه ایران است.
روستای سید حاتم جز مناطق گرمسیر طبقه بندی میشود که دارای زمستان هایی معتدل و تابستان هایی بسیار گرم است.
روبه روی روستا یک تپه قرار دارد که محل دفن سید حاتم حسینی کدخدای روستا و چند نفر دیگر از اعضای روستاس
در سال ۱۳۹۹ کوچه های این روستا آسفالت سازی شد و در آن پارک کوچکی برای سرگرمی کودکان روستا راه اندازی شد. در سال ۱۴۰۳، کوچه های این روستا نامگذاری شدند.
مردم این روستا به زبان کُردی صحبت می‌کنند.

## جمعیت
این روستا در دهستان فتح‌آباد قرار دارد و براساس سرشماری مرکز آمار ایران در سال ۱۳۹۵، جمعیت آن ۲۰۰ نفر (۵۶خانوار) شامل؛ ۹۸ مرد و ۱۰۲ زن بوده است. از سال ۹۵ جمعیت این روستا رو به افزایش است.